# Valencia Open
Valencia Open – męski turniej tenisowy kategorii ATP World Tour 250 zaliczany do cyklu ATP World Tour. Rozgrywany na kortach twardych w hali w Walencji. Do 2014 roku turniej był zaliczany do ATP World Tour 500. W 2015 roku odbyła się ostatnia edycja turnieju - zaliczana była do rangi ATP World Tour 250.
Po raz pierwszy zawody odbyły się w 1995 roku, w Walencji. W 1996 i 1997 roku turniej rozgrywany był w Marbelli, a w latach 1998–2002 na Majorce. W 2003 ponownie zaczęto organizować imprezę w Walencji.

## Mecze finałowe

### gra pojedyncza
| Walencja |                     |                       |                     |
| Rok      | Zwycięzca           | Finalista             | Wynik               |
| 2015     | João Sousa          | Roberto Bautista-Agut | 3:6, 6:3, 6:4       |
| 2014     | Andy Murray         | Tommy Robredo         | 3:6, 7:6(7), 7:6(8) |
| 2013     | Michaił Jużny       | David Ferrer          | 6:3, 7:5            |
| 2012     | David Ferrer        | Ołeksandr Dołhopołow  | 6:1, 3:6, 6:4       |
| 2011     | Marcel Granollers   | Juan Mónaco           | 6:2, 4:6, 7:6(3)    |
| 2010     | David Ferrer        | Marcel Granollers     | 7:5, 6:3            |
| 2009     | Andy Murray         | Michaił Jużny         | 6:3, 6:2            |
| 2008     | David Ferrer        | Nicolás Almagro       | 4:6, 6:2, 7:6(2)    |
| 2007     | Nicolás Almagro     | Potito Starace        | 4:6, 6:2, 6:1       |
| 2006     | Nicolás Almagro     | Gilles Simon          | 6:2, 6:3            |
| 2005     | Igor Andriejew      | David Ferrer          | 6:3, 5:7, 6:3       |
| 2004     | Fernando Verdasco   | Albert Montañés       | 7:6(5), 6:3         |
| 2003     | Juan Carlos Ferrero | Christophe Rochus     | 6:2, 6:4            |
| Majorka  |                     |                       |                     |
| Rok      | Zwycięzca           | Finalista             | Wynik               |
| 2002     | Gastón Gaudio       | Jarkko Nieminen       | 6:2, 6:3            |
| 2001     | Alberto Martín      | Guillermo Coria       | 6:3, 3:6, 6:2       |
| 2000     | Marat Safin         | Mikael Tillström      | 6:4, 6:3            |
| 1999     | Juan Carlos Ferrero | Àlex Corretja         | 2:6, 7:5, 6:3       |
| 1998     | Gustavo Kuerten     | Carlos Moyá           | 6:7(5), 6:2, 6:3    |
| Marbella |                     |                       |                     |
| Rok      | Zwycięzca           | Finalista             | Wynik               |
| 1997     | Albert Costa        | Alberto Berasategui   | 6:3, 6:2            |
| 1996     | Marc-Kevin Goellner | Àlex Corretja         | 7:6(4), 7:6(2)      |
| Walencja |                     |                       |                     |
| Rok      | Zwycięzca           | Finalista             | Wynik               |
| 1995     | Sjeng Schalken      | Gilbert Schaller      | 6:4, 6:2            |

### gra podwójna
| Walencja |                                    |                                    |                       |
| Rok      | Zwycięzcy                          | Finaliści                          | Wynik                 |
| 2015     | Eric Butorac Scott Lipsky          | Feliciano López Maks Mirny         | 7:6(4), 6:3           |
| 2014     | Jean-Julien Rojer Horia Tecău      | Kevin Anderson Jérémy Chardy       | 6:4, 6:2              |
| 2013     | Alexander Peya Bruno Soares        | Bob Bryan Mike Bryan               | 7:6(3), 6:7(1), 13–11 |
| 2012     | Alexander Peya Bruno Soares        | David Marrero Fernando Verdasco    | 6:3, 6:2              |
| 2011     | Bob Bryan Mike Bryan               | Eric Butorac Jean-Julien Rojer     | 6:4, 7:6(9)           |
| 2010     | Andy Murray Jamie Murray           | Mahesh Bhupathi Maks Mirny         | 7:6(8), 5:7, 10–7     |
| 2009     | František Čermák Michal Mertiňák   | Marcel Granollers Tommy Robredo    | 6:4, 6:3              |
| 2008     | Máximo González Juan Mónaco        | Travis Parrott Filip Polášek       | 7:5, 7:5              |
| 2007     | Wesley Moodie Todd Perry           | Yves Allegro Sebastián Prieto      | 7:5, 7:5              |
| 2006     | David Škoch Tomáš Zíb              | Lukáš Dlouhý Pavel Vízner          | 6:4, 6:3              |
| 2005     | Fernando González Martín Rodríguez | Lucas Arnold Ker Mariano Hood      | 6:4, 6:4              |
| 2004     | Gastón Etlis Martín Rodríguez      | Feliciano López Marc López         | 7:5, 7:6(5)           |
| 2003     | Lucas Arnold Ker Mariano Hood      | Brian MacPhie Nenad Zimonjić       | 6:1, 6:7(7), 6:4      |
| Majorka  |                                    |                                    |                       |
| Rok      | Zwycięzcy                          | Finaliści                          | Wynik                 |
| 2002     | Mahesh Bhupathi Leander Paes       | Julian Knowle Michael Kohlmann     | 6:2, 6:4              |
| 2001     | Donald Johnson Jared Palmer        | Feliciano López Francisco Roig     | 7:5, 6:3              |
| 2000     | Michaël Llodra Diego Nargiso       | Alberto Martín Fernando Vicente    | 7:6(2), 7:6(3)        |
| 1999     | Lucas Arnold Ker Tomás Carbonell   | Alberto Berasategui Francisco Roig | 6:1, 6:4              |
| 1998     | Pablo Albano Daniel Orsanic        | Jiří Novák David Rikl              | 7:6, 6:3              |
| Marbella |                                    |                                    |                       |
| Rok      | Zwycięzcy                          | Finaliści                          | Wynik                 |
| 1997     | Karim al-Alami Julián Alonso       | Alberto Berasategui Jordi Burillo  | 4:6, 6:3, 6:0         |
| 1996     | Andrew Kratzmann Jack Waite        | Pablo Albano Lucas Arnold Ker      | 6:7, 6:3, 6:4         |
| Walencja |                                    |                                    |                       |
| Rok      | Zwycięzcy                          | Finaliści                          | Wynik                 |
| 1995     | Tomás Carbonell Francisco Roig     | Tom Kempers Jack Waite             | 7:5, 6:3              |